# Річки Ісландії
Річки Ісландії мають ряд особливостей, що визначають своєрідністю природи острова. Вони характеризуються невеликою довжиною (до 230 км), порожистістю і стрімкістю. Це обумовлює їх несудоплавні та наявність великого запасу гідроенергетичних ресурсів, які активно використовуються. Більшість річок має льодовикове живлення, максимум стоку припадає на літо, під час танення льодовиків. Для таких річок нерідкі повені, в тому числі дуже сильні, що можуть бути викликані виверженням підлідних вулканів.

## Південна Ісландія
- Квітау
- Гвітса
- Ельфюсау
- Кросса(інші мови)
- Кудафльот
- Маркарфльот(інші мови)
- Мулаквісл
- Ранґа
- Скейдара
- Сог (річка)
- Тйоурсау (найдовша річка країни 230 км)
- Тунґаа(інші мови)

## Західна Ісландія
- Гвіта
- Діньяндісау
- Нордура
- Стадара
- Фосса (річка)(інші мови)

## Північна Ісландія
- Бланда
- Ватндалур
- Гередсветн
- Герґа
- Ґлерау
- Ейстрі-Єкулса
- Ейяф'ярдара
- Фньоска
- Єкулса-а-Ф'єтлум
- Лакса
- Нордура
- Ск'яульвандафльоут

## Східна Ісландія
- Лаґарфльот
- Єкюльсау-ау-Даль
- Єкулса-і-Фльотсдал